# Richard Arlen
Richard Arlen (Charlottesville, 1 de setembro de 1900 — Hollywood, 28 de março de 1976) foi um ator dos Estados Unidos, estrela do cinema durante a época dos filmes mudos.

## Biografia
Richard Arlen foi um ator da era do cinema mudo, que despontou em Asas. Seu nome de batismo era Cornelius Richard Van Mattimore. 

### Piloto na Guerra
Richard Arlen serviu como piloto na Real Força Aérea Canadense durante a Primeira Guerra Mundial, contudo, para sua própria sorte nunca chegou a se envolver em um combate aéreo.

### Carreira de ator
Após o término da Guerra, Arlen conseguiu um emprego de motoqueiro para um laboratório de cinema em Los Angeles. Curiosamente, sua oportunidade de virar um ator de cinema surgiu de um revés, quando Arlen sofreu um acidente de moto dentro dos estúdios da Paramount Pictures.
O tratamento médico de Arlen foi pago pela Paramount, que depois também lhe ofereceu um emprego de figurante. Sem nenhum talento artístico, Arlen somente conseguiu galgar sua carreira em virtude de seu belo rosto, e logo de figurante passou à condição de estrela em 1927, quando atuou em Asas, ao lado de Clara Bow e Charles "Buddy" Rogers.
Nos anos seguintes a sua visibilidade em Asas, Arlen seguiu fazendo sucesso como galã, entretanto, com a chegada do cinema falado, a falta de talento de Arlen começou a pesar e, com isso, sua carreira começou a desmoronar.
Pouco menos de uma década após seu estouro em Asas, Richard Arlen havia passado da condição de estrela de cinema para a de ator de filmes-B. Porém, em 1939, com o estouro da Segunda Guerra Mundial, Arlen voltou a ser lembrado pelos grandes estúdios, quando ele passou a atuar em filmes de guerra.
Um novo abalo na carreira de Arlen viria a acontecer por causa de sua perda de audição, contudo, uma bem sucedida cirurgia possibilitou-o a dar continuidade em sua profissão. Durante os anos 50 e 60, Arlen trabalhou em vários filmes de western.
Arlen faleceu em 1976, de enfisema pulmonar, e por sua contribuição para a Indústria do Cinema foi agraciado com uma estrela na Calçada da Fama de Hollywood.

### Casamento
Arlen conheceu sua futura esposa, a atriz Jobyna Ralston, durante as filmagens de Asas. Os dois foram casados por dezoito anos, entre 1927 e 1945. Após o divórcio com Jobyna, Arlen chegou a se casar uma segunda vez. 